# Calibre de Lorenz
En electromagnetisme, la condició de calibre de Lorenz o calibre de Lorenz (després de Ludvig Lorenz ) és una fixació de calibre parcial del potencial vectorial electromagnètic requerint {\displaystyle \partial _{\mu }A^{\mu }=0.} El nom és sovint confós amb Hendrik Lorentz, que ha donat el seu nom a molts conceptes en aquest camp. La condició és invariant de Lorentz. La condició del calibre de Lorenz no determina completament el calibre: encara es pot fer una transformació del calibre {\displaystyle A^{\mu }\mapsto A^{\mu }+\partial ^{\mu }f,} on {\displaystyle \partial ^{\mu }} és el gradient de quatre i {\displaystyle f} és qualsevol funció escalar harmònica: és a dir, una funció escalar que obeeix {\displaystyle \partial _{\mu }\partial ^{\mu }f=0,} l'equació d'un camp escalar sense massa.
La condició de calibre de Lorenz s'utilitza per eliminar el component d'espín-0 redundant a les equacions de Maxwell quan aquestes s'utilitzen per descriure un camp quàntic d'espín-1 sense massa. També s'utilitza per a camps massius de spin-1 on el concepte de transformacions de gauge no s'aplica en absolut.

## Descripció
En electromagnetisme, la condició de Lorenz s'utilitza generalment en els càlculs de camps electromagnètics dependents del temps mitjançant potencials retardats. La condició és {\displaystyle \partial _{\mu }A^{\mu }\equiv A^{\mu }{}_{,\mu }=0,} on {\displaystyle A^{\mu }} és el quatre potencial, la coma denota una diferenciació parcial i l'índex repetit indica que s'està utilitzant la convenció de suma d'Einstein. La condició té l'avantatge de ser invariant de Lorentz. Encara deixa graus de llibertat substancials.
En notació vectorial ordinària i unitats SI, la condició és {\displaystyle \nabla \cdot {\mathbf {A} }+{\frac {1}{c^{2}}}{\frac {\partial \varphi }{\partial t}}=0,} on {\displaystyle \mathbf {A} } és el potencial vector magnètic i {\displaystyle \varphi } és el potencial elèctric; vegeu també fixació de calibre.
En unitats gaussianes la condició és {\displaystyle \nabla \cdot {\mathbf {A} }+{\frac {1}{c}}{\frac {\partial \varphi }{\partial t}}=0.}Es pot trobar una justificació ràpida del calibre de Lorenz utilitzant les equacions de Maxwell i la relació entre el potencial del vector magnètic i el camp magnètic: {\displaystyle \nabla \times \mathbf {E} =-{\frac {\partial \mathbf {B} }{\partial t}}=-{\frac {\partial (\nabla \times \mathbf {A} )}{\partial t}}}Per tant, {\displaystyle \nabla \times \left(\mathbf {E} +{\frac {\partial \mathbf {A} }{\partial t}}\right)=0.}Com que el rínxol és zero, això significa que hi ha una funció escalar {\displaystyle \varphi } tal que {\displaystyle -\nabla \varphi =\mathbf {E} +{\frac {\partial \mathbf {A} }{\partial t}}.}Això dóna una equació ben coneguda per al camp elèctric: {\displaystyle \mathbf {E} =-\nabla \varphi -{\frac {\partial \mathbf {A} }{\partial t}}.}Aquest resultat es pot connectar a l'equació d'Ampère-Maxwell, {\displaystyle {\begin{aligned}\nabla \times \mathbf {B} &=\mu _{0}\mathbf {J} +{\frac {1}{c^{2}}}{\frac {\partial \mathbf {E} }{\partial t}}\\\nabla \times \left(\nabla \times \mathbf {A} \right)&=\\\Rightarrow \nabla \left(\nabla \cdot \mathbf {A} \right)-\nabla ^{2}\mathbf {A} &=\mu _{0}\mathbf {J} -{\frac {1}{c^{2}}}{\frac {\partial (\nabla \varphi )}{\partial t}}-{\frac {1}{c^{2}}}{\frac {\partial ^{2}\mathbf {A} }{\partial t^{2}}}.\\\end{aligned}}}Això se'n va {\displaystyle \nabla \left(\nabla \cdot \mathbf {A} +{\frac {1}{c^{2}}}{\frac {\partial \varphi }{\partial t}}\right)=\mu _{0}\mathbf {J} -{\frac {1}{c^{2}}}{\frac {\partial ^{2}\mathbf {A} }{\partial t^{2}}}+\nabla ^{2}\mathbf {A} .}Per tenir invariància de Lorentz, les derivades temporals i les derivades espacials s'han de tractar igual (és a dir, del mateix ordre). Per tant, és convenient triar la condició de mesura de Lorenz, que fa que el costat esquerre sigui zero i dóna el resultat {\displaystyle \Box \mathbf {A} =\left[{\frac {1}{c^{2}}}{\frac {\partial ^{2}}{\partial t^{2}}}-\nabla ^{2}\right]\mathbf {A} =\mu _{0}\mathbf {J} .}Es donarà un procediment similar centrat en el potencial escalar elèctric i fent la mateixa elecció de calibre {\displaystyle \Box \varphi =\left[{\frac {1}{c^{2}}}{\frac {\partial ^{2}}{\partial t^{2}}}-\nabla ^{2}\right]\varphi ={\frac {1}{\varepsilon _{0}}}\rho .}Aquestes són formes més simples i simètriques de les equacions de Maxwell no homogènies.
Aquí {\displaystyle c={\frac {1}{\sqrt {\varepsilon _{0}\mu _{0}}}}} és la velocitat al buit de la llum, i {\displaystyle \Box } és l'operador d'Alembert amb la signatura mètrica (+ − − −). Aquestes equacions no només són vàlides en condicions de buit, sinó també en medis polaritzats,  si {\displaystyle \rho } i {\displaystyle {\vec {J}}} són la densitat de font i la densitat de circulació, respectivament, dels camps d'inducció electromagnètica {\displaystyle {\vec {E}}} i {\displaystyle {\vec {B}}} calculat com és habitual a partir de {\displaystyle \varphi } i {\displaystyle {\vec {A}}} per les equacions {\displaystyle {\begin{aligned}\mathbf {E} &=-\nabla \varphi -{\frac {\partial \mathbf {A} }{\partial t}}\\\mathbf {B} &=\nabla \times \mathbf {A} \end{aligned}}}Les solucions explícites per {\displaystyle \varphi } i {\displaystyle \mathbf {A} } - únic, si totes les quantitats s'esvaeixen prou ràpid a l'infinit - es coneixen com a potencials retardats.